# بطولة العالم لسباق الدراجات على الطريق 1961
بطولة العالم لسباق الدراجات على الطريق 1961 هي الدورة ال34 من بطولة العالم لسباق الدراجات على الطريق، أجريت في برن، سويسرا.

## برنامج المسابقات
رجال
- سباق الطريق المداري.

سيدات
- سباق الطريق المداري.

## النتائج النهائية
| المسابقة            | ذهبية                  | فضية                          | برونزية                 |
| ------------------- | ---------------------- | ----------------------------- | ----------------------- |
| الرجال              |                        |                               |                         |
| سباق الطريق المداري | ريك فان لوي (بلجيكا)   | Nino Defilippis (إيطاليا)     | رايمون بوليدور (فرنسا)  |
| السيدات             |                        |                               |                         |
| سباق الطريق المداري | إيفون رايندرز (بلجيكا) | بريل بيرتون (المملكة المتحدة) | إلسي جاكوبس (لوكسمبورغ) |